# Colastomion bicoloricorne
Colastomion bicoloricorne är en stekelart som först beskrevs av Granger 1949.  Colastomion bicoloricorne ingår i släktet Colastomion och familjen bracksteklar. Inga underarter finns listade i Catalogue of Life.